# Samsung Galaxy S (gamme)
Cet article concerne l'ensemble de la gamme de smartphones. Pour le premier modèle de cette gamme, voir Samsung Galaxy S (smartphone).
La gamme Samsung Galaxy S est une série de smartphones grand public de la marque Samsung Galaxy lancée en 2010. Elle est composée de smartphones Android haut de gamme. Elle constitue, avec la série Galaxy Note, les flagships de la marque. La gamme Galaxy S est de loin la plus connue du grand public et aussi l'une des plus populaires. Depuis sa création en 2010 avec le Samsung Galaxy S, la gamme est renouvelée tous les ans lors d'un évènement se tenant généralement en février.
Les derniers appareils de la gamme sont les Galaxy S25, S25+ et S25 Ultra, qui ont été présentés le 22 janvier 2025.

## Nouveautés

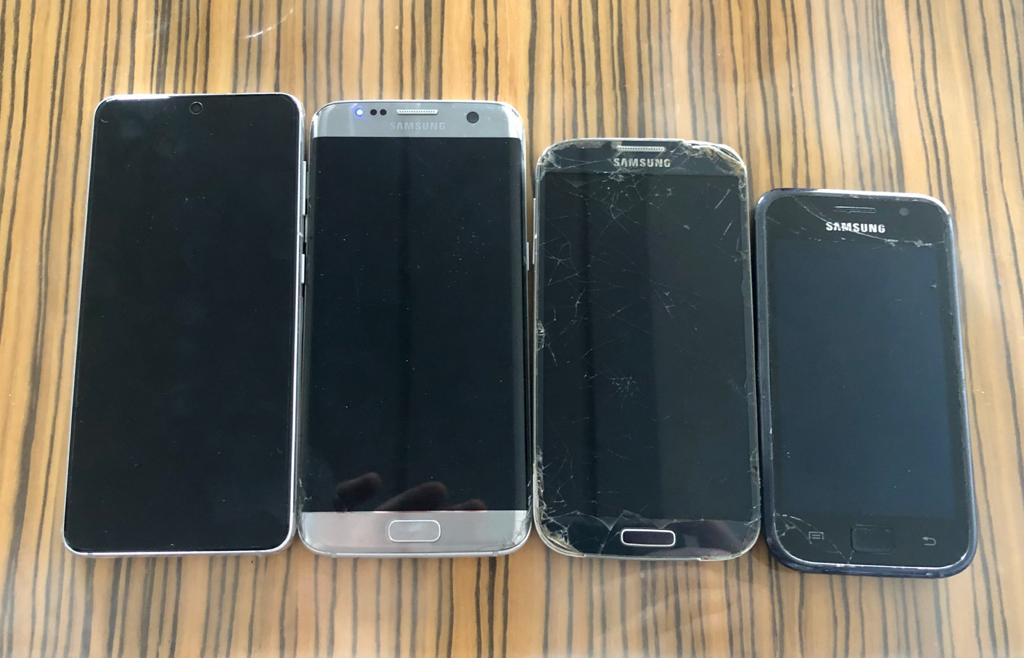
De droite à gauche : Galaxy S, S4, S7 Edge et S21

Liste des nouveautés par smartphone de la gamme Samsung Galaxy S (série principale uniquement) :
Le premier smartphone de la gamme Galaxy S est le Samsung Galaxy S, sorti en 2010. Il est l'un des premiers à être équipé du système d’exploitation Android. Il embarque un écran de quatre pouces, équipé de la technologie Super AMOLED offrant un important taux de contraste, et tourne sous Android 2.1 Eclair pouvant être mis à jour officiellement jusqu'à Android 2.3 Gingerbread. Son design s'inspire fortement de celui des iPhone, qu'il vient concurrencer. Il s'est vendu à plus de 24 millions d’exemplaires, entre 2010 et 2013, lors de son retrait du marché.
En 2011, Samsung a présenté son tout nouveau Galaxy S II, équipé d’un appareil photo numérique de 8 mégapixels et d’un écran Super AMOLED un peu plus grand que celui de son prédécesseur, le Galaxy S, d’une définition de 400 x 880 pixels, et d'un processeur dual-core.  
Le Samsung Galaxy S III, sorti en 2012, dispose d’un écran HD de 4,8 pouces, d’Android 4.0.4 Ice Cream Sandwich, d’un appareil photo de 8 Mpx et de technologies et gestes spéciaux ajoutés à Android.  S Voice, un assistant vocal. Vendu à 649€ à son lancement, il s’en est écoulé, près de 20 millions d’exemplaires durant les cent jours suivant sa sortie, soit trois fois plus que son prédécesseur durant la même période.
Sorti en 2013, Le Samsung Galaxy S4  est le premier smartphone à bénéficier d’un écran Full HD de 5 pouces, d’une caméra de 13 Mégapixels et c'est le premier téléphone équipé technologie 4G LTE-Advanced. Il dispose d’une nouvelle application de santé, future Samsung Health, d’actions contrôlables avec le regard et d’autres nouveaux services. Le Galaxy S4, disponible à sa sortie à 679€, 4 millions de modèles ont été écoulés durant les cinq jours suivants son lancement, puis 20 millions en soixante jours environ. C'est quarante jour de moins que son prédécesseur pour le même nombre de ventes.
Le Samsung Galaxy S5 sorti au début de 2014 ne marque pas de rupture avec le Galaxy S4, et dispose d’un écran Super AMOLED Full HD, et d’un capteur photo de 16 Mégapixels. Pourtant salué par les critiques, le Galaxy S5 a des ventes importantes mais inférieurs au Galaxy S4 : en trois mois, il s’est vendu à 12 millions d’exemplaires contre 16 millions pour le Galaxy S4. Pourtant, les ventes sur de courtes périodes ont battu des records : il n'aura fallu que vingt-cinq jours à la marque coréenne pour écouler dix millions d'exemplaires, soit deux jours de moins que son prédécesseur et deux fois moins que pour le Galaxy S III. Ce manque de ventes sur le long terme serait dû à un design décevant à l'arrière de l'appareil. Le responsable du design du smartphone fut par la suite mis de côté par la marque.
Le Samsung Galaxy S6 marque un tournant pour la marque coréenne puisque c’est le premier Galaxy S à abandonner le plastique pour adopter un dos en verre et des arêtes en aluminium. Il se décline aussi dans une version Edge, avec des bords incurvés pour donner une impression d'écran sans fin. Il embarque également un écran à la définition Quad HD qui propose la résolution la plus élevée du marché des smartphones (576 pixels par pouce), un processeur maison Exynos 7420 à huit cœurs, un capteur photo dorsal de 16 mégapixels équipé d’un stabilisateur optique et d’un capteur frontal de 5 mégapixels grand angle pour les selfies. Il perd cependant la batterie amovible, l'étanchéité, le lecteur de carte carte microSD et le connecteur Micro USB 3.0 (remplacé par un 2.0). La marque a écoulé 6 millions de terminaux en vingt jours, soit plus que le Galaxy S5 sur la même période. Samsung avait prévu d’en vendre 45 millions d’exemplaires, chiffre qui a été atteint mi 2016[réf. nécessaire].
Sorti en 2016, Samsung Galaxy S7 est une évolution des Galaxy S6 et S6 Edge. Cet appareil marque le retour de l’étanchéité et du port microSD pour stocker des images ou une batterie plus grande qui dure quelques heures de plus, qui avaient tous deux été supprimés sur le Galaxy S6. Cet appareil introduit aussi la fonctionnalité d’affichage toujours actif. Au total, la marque aurait vendu 55 millions d'appareils, un record, dont 7,2 millions rien que sur les trois premiers mois.
Les Samsung Galaxy S8 et S8+  sortis en 2017 marquent un tournant pour la marque en termes de design puisqu'ils introduisent un écran bord-à-bord incurvé Infinity Display, sans boutons visibles à l'avant. Le capteur d'empreinte est donc placé à l'arrière, à côté du capteur photo amélioré par rapport au Galaxy S7. Enfin, les S8 et S8+ ont des bords incurvés, rendant donc l'ancienne option Edge obligatoire. En un mois, cinq millions d'appareils ont été vendus par Samsung, soit 15% de plus que pour le modèle précédent sur la même période.
Présentés à l'occasion du Mobile World Congress 2018 (MWC 2018), les Samsung Galaxy S9 et S9+ sont une évolution du Galaxy S8 en apportant, pour le S9+, un double capteur photo. L'objectif principal est doté d'une ouverture variable et prendre des vidéos à 960 ips. Il obtient un 99 au test de DxOMark, plus que le Pixel 2 et que l'iPhone X, principaux rivaux de l'époque. Malgré cela, seuls 31 millions de smartphones ont été vendus, soit 19 millions de moins que le Galaxy S7.
Les Samsung Galaxy S10, S10+, S10e, et S10 5G marquent les dix ans de la gamme Samsung Galaxy S. Ils apportent de nombreuses nouveautés comme l'arrivée d'écrans Infinity-O, avec la caméra frontale logée dans un trou dans l'écran, un nouveau capteur d'empreinte à ultrasons positionné sous l'écran, la recharge sans-fil inversée ou encore la compatibilité 5G pour le S10 5G, pour la première fois sur un smartphone Samsung.
Les Samsung Galaxy S24, S24+ et S24 Ultra introduisent l'ère de l'IA dans les smartphones. Présentés lors de l'évènement Samsung Galaxy Unpacked de janvier 2024, les Samsung Galaxy S24 Series introduisent des fonctions de Galaxy AI comme Entourer pour chercher avec Google, Traduction instantanée (lors des appels), résumé d'une conversation, etc. Les fonctionnalités de Galaxy AI sont maintenant disponible sur des appareils anciens de la gamme Galaxy S, Galaxy Z et sur les Galaxy Tab.
Les Samsung Galaxy S21, S21+ et S21 Ultra ont été dévoilé le 14 janvier 2021.
Les Samsung Galaxy S21 FE a été dévoilé le 3 janvier 2022.
Les Samsung Galaxy S22, S22+ et S22 Ultra, ont été présentés le 9 février 2022.
La gamme Samsung Galaxy S a aussi de nombreuses déclinaisons telles que les versions Active, Neo, New, Lite, Edge, Mini, Plus, etc.

## Différents modèles

### Série principale
Liste des différents modèles de la gamme Samsung Galaxy S (série principale uniquement) :
- Samsung Galaxy S
- Samsung Galaxy S II
- Samsung Galaxy S III
- Samsung Galaxy S4
- Samsung Galaxy S5
- Samsung Galaxy S6
- Samsung Galaxy S7
- Samsung Galaxy S8 et S8+
- Samsung Galaxy S9 et S9+
- Samsung Galaxy S10, S10e, S10+ et S10 5G
- Samsung Galaxy S20 et S20+
- Samsung Galaxy S21 5G et S21+ 5G
- Samsung Galaxy S22 et S22+
- Samsung Galaxy S23 et S23+
- Samsung Galaxy S24 et S24+
- Samsung Galaxy S25 et S25+

### Déclinaisons alternatives

#### Galaxy S Ultra
Liste des différents modèles de la gamme Samsung Galaxy S Ultra :
- Samsung Galaxy S10 5G
- Samsung Galaxy S20 Ultra
- Samsung Galaxy S21 Ultra 5G
- Samsung Galaxy S22 Ultra
- Samsung Galaxy S23 Ultra
- Samsung Galaxy S24 Ultra
- Samsung Galaxy S25 Ultra

Il s'agit d'une déclinaison très haut de gamme de la série.

#### Galaxy S Tactical Edition
Liste des différents modèles de la gamme Samsung Galaxy S Tactical Edition :
- Samsung Galaxy Tactical Edition
- Samsung Galaxy S23 Tactical Edition

#### Galaxy S Neo, New, Lite et FE
Liste des différents modèles des gammes Samsung Galaxy S Neo et Lite :
- Samsung Galaxy S III Neo
- Samsung Galaxy S III Neo+
- Samsung Galaxy S5 Neo
- Samsung Galaxy S8 Lite
- Samsung Galaxy S10 Lite
- Samsung Galaxy S20 FE
- Samsung Galaxy S21 FE 5G
- Samsung Galaxy S23 FE
- Samsung Galaxy S24 FE

Ces deux séries sont des versions allégées de la gamme principale. Le Samsung Galaxy S5 Neo perd, par exemple, son lecteur d'empreinte et son processeur Snapdragon, remplacé par un Exynos. Du côté du Samsung Galaxy S8 Lite, aussi connu sous le nom de Samsung Galaxy S Light Luxury, la marque propose ici une version du Galaxy S8 à 530€, soit 180€ euros de moins que le Galaxy S8 à son lancement. En contre-partie, le smartphone perd son processeur haut de gamme, remplacé par un Snapdragon 630, moins puissant et équipant les appareils milieu de gamme, une caméra de 16 Mpx vient remplacer la caméra du Galaxy S8 de 12 Mpx, et l'écran perd en définition, passant du QHD+ au FHD+.

#### Galaxy S Active
Liste des différents modèles de la gamme Samsung Galaxy S Active :
- Samsung Galaxy S4 Active
- Samsung Galaxy S5 Active
- Samsung Galaxy S5 Sport
- Samsung Galaxy S6 Active
- Samsung Galaxy S7 Active
- Samsung Galaxy S8 Active

La série Samsung Galaxy S Active reprend les caractéristiques des Samsung Galaxy S, mais avec une résistance aux chocs et à l'eau accrue. Les Samsung Galaxy S4 Active, S5 Active et S5 Sport apportent, par exemple, une certification IP67 pour une immersion complète de 1 mètre pendant 30 minutes par rapport à la gamme "traditionnelle". Les Samsung Galaxy S6 Active, S7 Active et S8 Active sont eux équipés d'une certification IP68 pour une immersion complète dans l'eau à 1,5 mètre pendant 30 minutes, couplée à la certification militaire MIL-STD-810G. Tous les modèles de la série Galaxy S Active étaient également équipés d'une coque renforcée pour limiter les risques de casse en cas de chutes. Enfin, le Galaxy S8 Active ne possédait pas d'écran incurvé, contrairement au Galaxy S8, pour éviter les rayures et renforcer la solidité globale de l'appareil.
Cependant, en 2018, malgré de très nombreuses rumeurs concernant le Samsung Galaxy S9 Active, la marque a décidé de l'annuler, mettant ainsi fin à la série.

#### Galaxy S Edge
Liste des différents modèles de la gamme Samsung Galaxy S Edge :
- Samsung Galaxy S6 Edge
- Samsung Galaxy S6 Edge+
- Samsung Galaxy S7 Edge

La série Samsung Galaxy S Edge reprend les caractéristiques des Samsung Galaxy S, mais avec un  écran incurvé sur les bords droit et gauche de l'appareil afin d'afficher l'heure, les notifications et d'autres informations. L'appellation est abandonnée après que Samsung a décidé d'équiper tous les nouveaux mobiles de la série Galaxy S principale de ce type d'écran.
La déclinaison S6 Edge+ est équipée d'un écran plus grand et embarque 1 Go supplémentaire de mémoire vive que le Samsung Galaxy S6 Edge.
Elle disparaît avec l'introduction de l'écran incurvé à la gamme principale.

#### Galaxy S Mini
Liste des différents modèles de la gamme Samsung Galaxy S Mini :
- Samsung Galaxy S III Mini
- Samsung Galaxy S4 Mini
- Samsung Galaxy S5 Mini

La série Samsung Galaxy S Mini reprend le design et les principales caractéristiques des Samsung Galaxy S, mais avec un format plus compact et des performances légèrement à la baisse.

#### Galaxy S Zoom
Liste des différents modèles de la gamme Samsung Galaxy S Zoom :
- Samsung Galaxy S4 Zoom
- Samsung Galaxy S5 Zoom (ou K Zoom)

Les séries Samsung Galaxy S Zoom sont des déclinaisons alternatives spécialisés pour la photo des Samsung Galaxy S. Il n'en est sorti que deux modèles.